# Chorizagrotis mansour
Chorizagrotis mansour är en fjärilsart som beskrevs av Le Cerf 1933. Chorizagrotis mansour ingår i släktet Chorizagrotis och familjen nattflyn. Inga underarter finns listade i Catalogue of Life.